# لائورا مانوکیان
لائورا آرمناکی مانوکیان (ارمنی: Լաուրա Արմենակի Մանուկյան؛ انگلیسی: Laura Manukyan؛ زادهٔ ۲ دسامبر ۱۹۳۰) یک کالبدشناس اهل ارمنستان است.

## زندگی‌نامه
در ۲ دسامبر ۱۹۳۰ در ایروان به دنیا آمد و از دانشگاه پزشکی دولتی ایروان (۱۹۶۰) فارغ‌التحصیل شد. وی همچنین برنده مدال مخیتار هراتسی (۲۰۰۰) شده است.

## یادداشت
1. ↑  բժշկական գիտությունների դոկտոր